# SPR
SPR (англ. Sepiapterin reductase (7,8-dihydrobiopterin:NADP+ oxidoreductase)) – білок, який кодується однойменним геном, розташованим у людей на короткому плечі 2-ї хромосоми. Довжина поліпептидного ланцюга білка становить 261 амінокислот, а молекулярна маса — 28 048.
| 10         |  | 20         |  | 30         |  | 40         |  | 50         |
| ---------- |  | ---------- |  | ---------- |  | ---------- |  | ---------- |
| MEGGLGRAVC |  | LLTGASRGFG |  | RTLAPLLASL |  | LSPGSVLVLS |  | ARNDEALRQL |
| EAELGAERSG |  | LRVVRVPADL |  | GAEAGLQQLL |  | GALRELPRPK |  | GLQRLLLINN |
| AGSLGDVSKG |  | FVDLSDSTQV |  | NNYWALNLTS |  | MLCLTSSVLK |  | AFPDSPGLNR |
| TVVNISSLCA |  | LQPFKGWALY |  | CAGKAARDML |  | FQVLALEEPN |  | VRVLNYAPGP |
| LDTDMQQLAR |  | ETSVDPDMRK |  | GLQELKAKGK |  | LVDCKVSAQK |  | LLSLLEKDEF |
| KSGAHVDFYD |  | K          |  |            |  |            |  |            |

A: Аланін

C: Цистеїн

D: Аспарагінова кислота

E: Глутамінова кислота

F: Фенілаланін

G: Гліцин

H: Гістидин

I: Ізолейцин

K: Лізин

L: Лейцин

M: Метіонін

N: Аспарагін

P: Пролін

Q: Глутамін

R: Аргінін

S: Серин

T: Треонін

V: Валін

W: Триптофан

Кодований геном білок за функціями належить до оксидоредуктаз, фосфопротеїнів. 
Задіяний у такому біологічному процесі як ацетиляція. 
Білок має сайт для зв'язування з НАДФ. 
Локалізований у цитоплазмі.